# Australian Open-mesterskabet i mixed double 2022
Australian Open-mesterskabet i mixed double 2022 var den 79. turnering om Australian Open-mesterskabet i mixed double. Turneringen var en del af Australian Open 2022 og blev spillet i Melbourne Park i Melbourne, Australien i perioden 20. - 28. januar 2022 med deltagelse af 32 par.
Mesterskabet blev vundet Kristina Mladenovic og Ivan Dodig, der var seedet som nr. 5, og som i finalen vandt med 6-3, 6-4 over Jaimee Fourlis og Jason Kubler, der havde modtaget et wildcard til turneringen af Tennis Australia. Mladenovic og Dodig spillede deres første turnering som makkere.
Det var anden gang, at Kristina Mladenovic vandt Australian Open-mesterskabet i mixed double, eftersom hun tidligere havde vundet titlen i 2014 sammen med Daniel Nestor. Det var hendes tredje grand slam-titel i mixed double og hendes ottende grand slam-titel i alt i karrieren, da hun inden da også havde vundet fem titler i damedouble. Ivan Dodig vandt sin fjerde grand slam-titel i mixed double i karrieren, men det var første gang, at han triumferede i Melbourne. Det var samtidig hans sjette grand slam-titel i alt, da han havde to herredouble-titler fra tidligere, herunder Australian Open-titlen fra 2021 med Filip Polášek som makker.
Jaimee Fourlis og Jason Kubler var begge i deres første grand slam-finale, og undervejs i turneringen havde de i alt afværget syv matchbolde i tre forskellige kampe.
Barbora Krejčíková, der havde vundet de sidste tre mixed double-titler ved Australian Open, valgte at fokusere på sin deltagelse damesingle- og damedouble-rækken og forsvarede derfor ikke sin titel fra året før, som hun havde vundet sammen med Rajeev Ram. Ram stillede i stedet op sammen med Sania Mirza, og det amerikansk-indiske par tabte i kvartfinalen til de senere finalister, Fourlis og Kubler.
Desirae Krawczyk havde vundet de tre foregående grand slam-titler i mixed double, men hun formåede ikke at vinde fire titler i træk, da hun sammen med Joe Salisbury tabte i første runde til Giuliana Olmos og Marcelo Arévalo.

## Pengepræmier
Den samlede præmiesum til spillerne i mixed double andrager A$ 635.750 (ekskl. per diem), hvilket var en stigning på 3,0 % i forhold til året før.
| Resultat (antal par)   | Pengepræmier | Pengepræmier | Ændring ift. 2021 |
| Resultat (antal par)   | Pr. par      | Total        | Ændring ift. 2021 |
| ---------------------- | ------------ | ------------ | ----------------- |
| Vindere (1)            | A$ 154.500   | A$ 154.500   | +3,0 %            |
| Finalister (1)         | A$ 87.550    | A$ 87.550    | +3,0 %            |
| Semifinalister (2)     | A$ 46.350    | A$ 92.700    | +3,0 %            |
| Kvartfinalister (4)    | A$ 24.750    | A$ 99.000    | +3,1 %            |
| Tabere i 2. runde (8)  | A$ 12.350    | A$ 98.800    | +2,9 %            |
| Tabere i 1. runde (16) | A$ 6.450     | A$ 103.200   | +3,2 %            |
| Samlet præmiesum       | -            | A$ 635.750   | +3,0 %            |

## Turnering

### Deltagere
Turneringen har deltagelse af 32 par, der er fordelt på:
- 24 direkte kvalificerede par i form af deres ranglisteplacering.
- 8 par, der har modtaget et wildcard.

#### Seedede spillere
De 8 bedste par blev seedet:
| Seedning | Rang. | Spiller                               | Resultat      |
| -------- | ----- | ------------------------------------- | ------------- |
| 1        |       | Desirae Krawczyk Joe Salisbury        | Første runde  |
| 2        |       | Zhang Shuai John Peers                | Semifinalist  |
| 3        |       | Nicole Melichar-Martinez Robert Farah | Første runde  |
| 4        |       | Alexa Guarachi Tim Pütz               | Anden runde   |
| 5        |       | Kristina Mladenovic Ivan Dodig        | Mester        |
| 6        |       | Catherine McNally Jamie Murray        | Meldte afbud  |
| 7        |       | Nina Stojanović Mate Pavić            | Første runde  |
| 8        |       | Ena Shibahara Ben McLachlan           | Kvartfinalist |

#### Wildcards
Otte par modtog et wildcard til turneringen.
| Par                             | Resultat     |
| ------------------------------- | ------------ |
| Lizette Cabrera Alex Bolt       | Første runde |
| Jaimee Fourlis Jason Kubler     | Finalist     |
| Ellen Perez Matwé Middelkoop    | Anden runde  |
| Arina Rodionova Marc Polmans    | Anden runde  |
| Daria Saville Luke Saville      | Første runde |
| Astra Sharma John-Patrick Smith | Første runde |
| Kateřina Siniaková Tomáš Macháč | Første runde |
| Samantha Stosur Matthew Ebden   | Anden runed  |

### Resultater
| Desirae Krawczyk |
| Joe Salisbury    |

| Giuliana Olmos  |
| Marcelo Arévalo |

| Giuliana Olmos  |
| Marcelo Arévalo |

| Astra Sharma       |
| John-Patrick Smith |

| Lucie Hradecká  |
| Gonzalo Escobar |

| Lucie Hradecká  |
| Gonzalo Escobar |

| Lucie Hradecká  |
| Gonzalo Escobar |

| Darija Jurak Schreiber |
| Rohan Bopanna          |

| Makoto Ninomiya      |
| Aisam-ul-Haq Qureshi |

| Ljudmyla Kitjenok |
| Andrej Golubev    |

| Ljudmyla Kitjenok |
| Andrej Golubev    |

| Jessica Pegula  |
| Austin Krajicek |

| Makoto Ninomiya      |
| Aisam-ul-Haq Qureshi |

| Makoto Ninomiya      |
| Aisam-ul-Haq Qureshi |

| Lucie Hradecká  |
| Gonzalo Escobar |

| Nicole Melichar-Martinez |
| Robert Farah             |

| Jaimee Fourlis |
| Jason Kubler   |

| Ellen Perez      |
| Matwé Middelkoop |

| Ellen Perez      |
| Matwé Middelkoop |

| Sania Mirza |
| Rajeev Ram  |

| Sania Mirza |
| Rajeev Ram  |

| Aleksandra Krunić |
| Nikola Ćaćić      |

| Sania Mirza |
| Rajeev Ram  |

| Samantha Stosur |
| Matthew Ebden   |

| Jaimee Fourlis |
| Jason Kubler   |

| Asia Muhammad  |
| Fabrice Martin |

| Samantha Stosur |
| Matthew Ebden   |

| Jaimee Fourlis |
| Jason Kubler   |

| Jaimee Fourlis |
| Jason Kubler   |

| Nina Stojanović |
| Mate Pavić      |

| Jaimee Fourlis |
| Jason Kubler   |

| Kristina Mladenovic |
| Ivan Dodig          |

| Kristina Mladenovic |
| Ivan Dodig          |

| Kirsten Flipkens |
| Sander Gillé     |

| Kristina Mladenovic |
| Ivan Dodig          |

| Arina Rodionova |
| Marc Polmans    |

| Camila Osorio        |
| Juan Sebastián Cabal |

| Camila Osorio        |
| Juan Sebastián Cabal |

| Kristina Mladenovic |
| Ivan Dodig          |

| Erin Routliffe |
| Michael Venus  |

| Erin Routliffe |
| Michael Venus  |

| Lizette Cabrera |
| Alex Bolt       |

| Erin Routliffe |
| Michael Venus  |

| Daria Saville |
| Luke Saville  |

| Alexa Guarachi |
| Tim Pütz       |

| Alexa Guarachi |
| Tim Pütz       |

| Kristina Mladenovic |
| Ivan Dodig          |

| Ena Shibahara |
| Ben McLachlan |

| Zhang Shuai |
| John Peers  |

| Storm Sanders |
| Neal Skupski  |

| Ena Shibahara |
| Ben McLachlan |

| Kateřina Siniaková |
| Tomáš Macháč       |

| Nadiia Kitjenok   |
| Santiago González |

| Nadiia Kitjenok   |
| Santiago González |

| Ena Shibahara |
| Ben McLachlan |

| Barnarda Pera  |
| Wesley Koolhof |

| Zhang Shuai |
| John Peers  |

| Gabriela Dabrowski |
| Hugo Nys           |

| Barnarda Pera  |
| Wesley Koolhof |

| Andreja Klepač |
| Joran Vliegen  |

| Zhang Shuai |
| John Peers  |

| Zhang Shuai |
| John Peers  |